# Аниноаса (Дамбовица)
Аниноаса (рум. Aninoasa) насеље је у Румунији у округу Дамбовица у општини Аниноаса. Oпштина се налази на надморској висини од 307 m.

## Становништво
Према подацима из 2002. године у насељу је живело 5982 становника, од којих су сви румунске националности.

### Хронологија
| Година       | 1992 | 1993 | 1994 | 1995 | 1996 | 1997 | 1998 | 1999 | 2000 | 2001 | 2002 | 2003 | 2004 | 2005 | 2006 | 2007 | 2008 | 2009 | 2010 | 2011 | 2012 | 2013 | 2014 | 2015 | 2016 | 2017 |
| ------------ | ---- | ---- | ---- | ---- | ---- | ---- | ---- | ---- | ---- | ---- | ---- | ---- | ---- | ---- | ---- | ---- | ---- | ---- | ---- | ---- | ---- | ---- | ---- | ---- | ---- | ---- |
| Становништво | 5795 | 5749 | 5724 | 5664 | 5623 | 5607 | 5629 | 5655 | 5714 | 5723 | 5737 | 5751 | 5822 | 5810 | 5823 | 5899 | 5938 | 5996 | 6036 | 6119 | 6161 | 6155 | 6207 | 6184 | 6245 | 6244 |